# リスペクトーキョー/ストレラ!〜Straight Up!〜
「リスペクトーキョー/ストレラ!〜Straight Up!〜」（りすぺくとーきょー/すとれら）は、女性アイドルグループ『アップアップガールズ（仮）』の2013年2月20日に発売されたCDシングルである。T-Palette Recordsへの移籍後2枚目のシングルである。

## 概要
「リスペクトーキョー」は、日本の田舎でアイドルを目指している少女が主人公として設定されており、その主人公の東京に対する想いがラップによって表現されている。ラップは田舎に住んでいる関根梓と新井愛瞳が担当している。また、関根・新井以外のメンバー5名は東京のアイドルという設定である。曲調はEDMで「往年の「DA.YO.NE」的90'sヒップホップ感＋ジュリアナ的バブル感」が盛り込まれているという。また、プロモーションライブビデオも制作されている。
「ストレラ!〜Straight Up!〜」は、CDリリース時点で「ライブでもおなじみ」となっており「爽快かつ前向きな」楽曲である。メンバーの森咲樹は「お人形のようなダンスが可愛くてお気に入り」であるとし、アップアップガールズ（仮）の楽曲の中で一番好みであると述べている。ミュージックビデオも制作されている。
CDのジャケット写真は、田舎の少女のような関根と新井がクレープを手にして写っている写真が採用されている。

## 経緯
アップアップガールズ（仮）は、2012年8月27日、汐留AXにて、アップアップガールズ（仮）黒船公演 ザ・ファイナル〜アプガの夜明けは近いぜよ〜を開催した。同ライブでは4曲の新曲を初披露したが、その内の1曲として「ストレラ!〜Straight Up!〜」を披露した。
10月1日には「2.5D決戦! アップアップガールズ（仮） × fu_mou × PandaBoY」に参加。fu_mouと初めて共演し「ストレラ!〜Straight Up!〜」を披露した。
12月15日には、ラフォーレミュージアム六本木にて、アップアップガールズ（仮） 2nd LIVE 六本木決戦（仮）を開催し「リスペクトーキョー」を初披露した。初披露の前には、サビの振付のレクチャーが行われた。
12月24日、当シングルのジャケット写真の撮影が、東京都渋谷区の一地区である原宿の竹下通りにて行われた。
2013年1月31日、T-Palette Recordsはアップアップガールズ（仮）が2月20日にCDシングル「リスペクトーキョー/ストレラ!〜Straight Up!〜」をリリースすることを発表した。
2月13日、着うたがシングルの発売に先がけて配信され、2月16日には「リスペクトーキョー」のプロモーションライブビデオが公開された。2月20日には「ストレラ!〜Straight Up!〜」のミュージックビデオも公開された。
翌2014年2月19日には「リスペクトーキョー」「ストレラ!〜Straight Up!〜」を収録したアルバム『セカンドアルバム（仮）』が発売された。同アルバムの初回限定盤のDisc2には「リスペクトーキョー（TANUKI Remix）」「ストレラ!〜Straight Up!〜（fu_mou Remix）」が収録されている。

## 収録曲
1. リスペクトーキョー(4:18)
作詞：NOBE、作曲・編曲：michitomo
2. ストレラ!〜Straight Up!〜(4:24)
作詞・作曲・編曲：fu mou
3. リスペクトーキョー(Instrumental)
4. ストレラ!〜Straight Up!〜(Instrumental)